# Estación de Roma-Areeiro
La estación de tren Roma-Areeiro (hasta 2005 , apeadero de Areeiro) es una estación de la línea de Cintura, utilizado por los servicios de Fertagus y CP Urbanos de Lisboa (Líneas de Azambuja y la línea de Sintra). Se encuentra ubicado en la ciudad de Lisboa, en Portugal.  

## Descripción
Se encuentra en la Avenida Miguel Contreiras Frey, de la ciudad de Lisboa. Posee cuatro vías, con entre 250 a 305 metros de longitud, y sus andenes tienen 90 cm de altura y 191-234 metros de largo.

## Historia
La estación se encuentra en la sección original de la líea de Cintura, entre  Benfica y Santa Apolonia, que se abrió el 20 de mayo de 1888.